# Lãnh sự quán

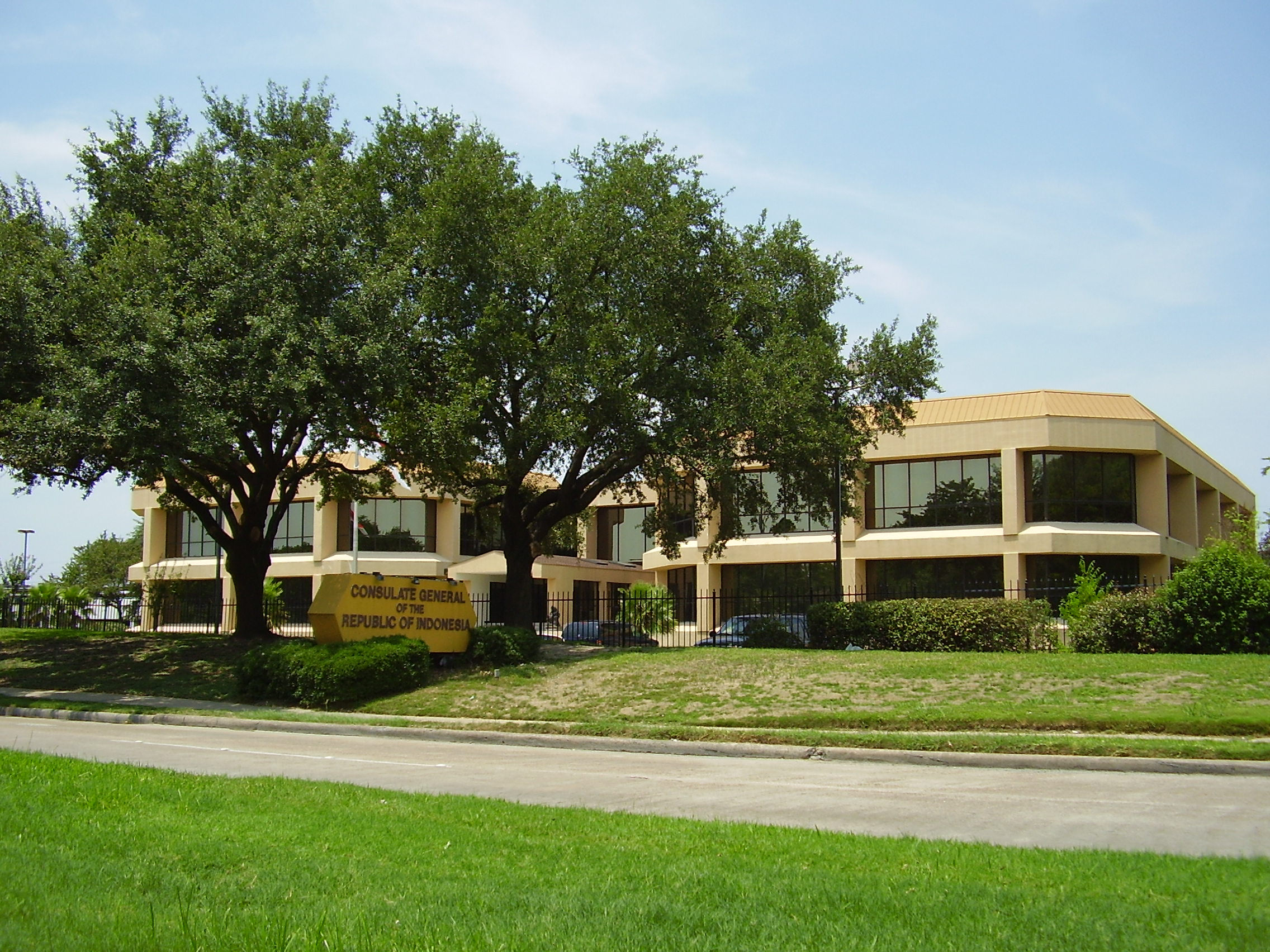
Tổng Lãnh sự quán Indonesia tại Houston là cơ quan đại diện của Indonesia tại Houston, Texas, Hoa Kỳ.

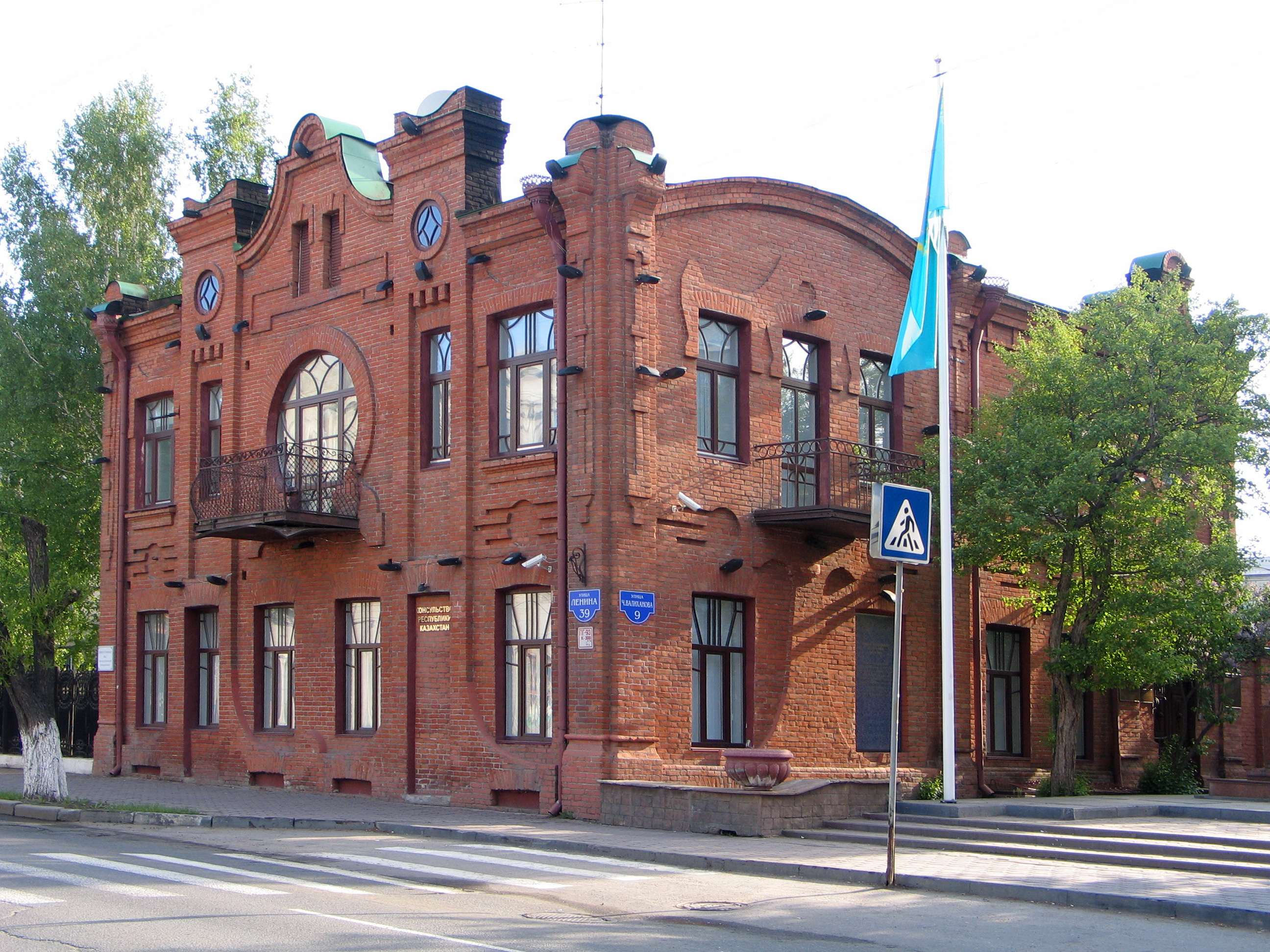
Lãnh sự quán Kazakhstan tại Omsk, Nga

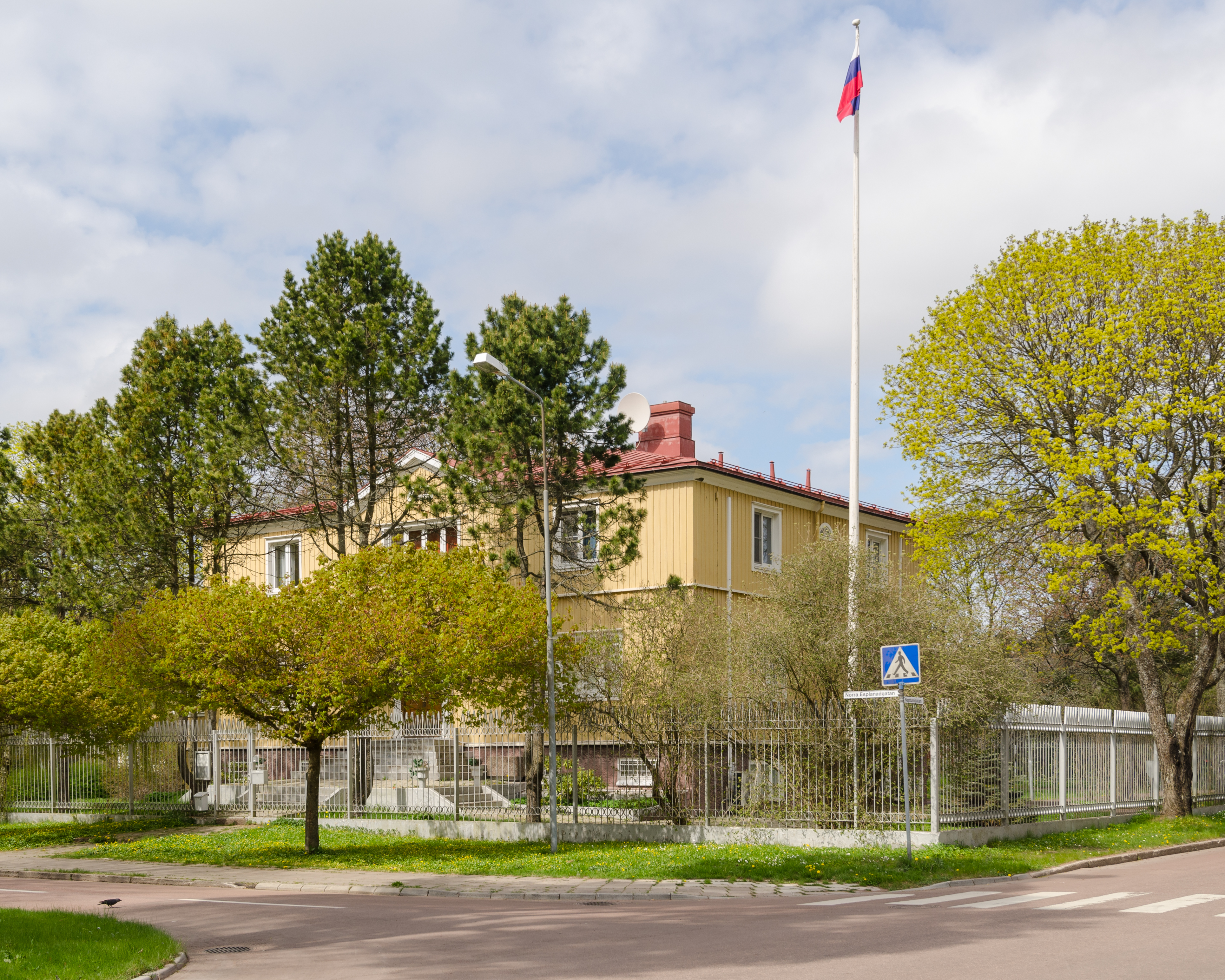
Lãnh sự quán Nga tại Mariehamn, Åland

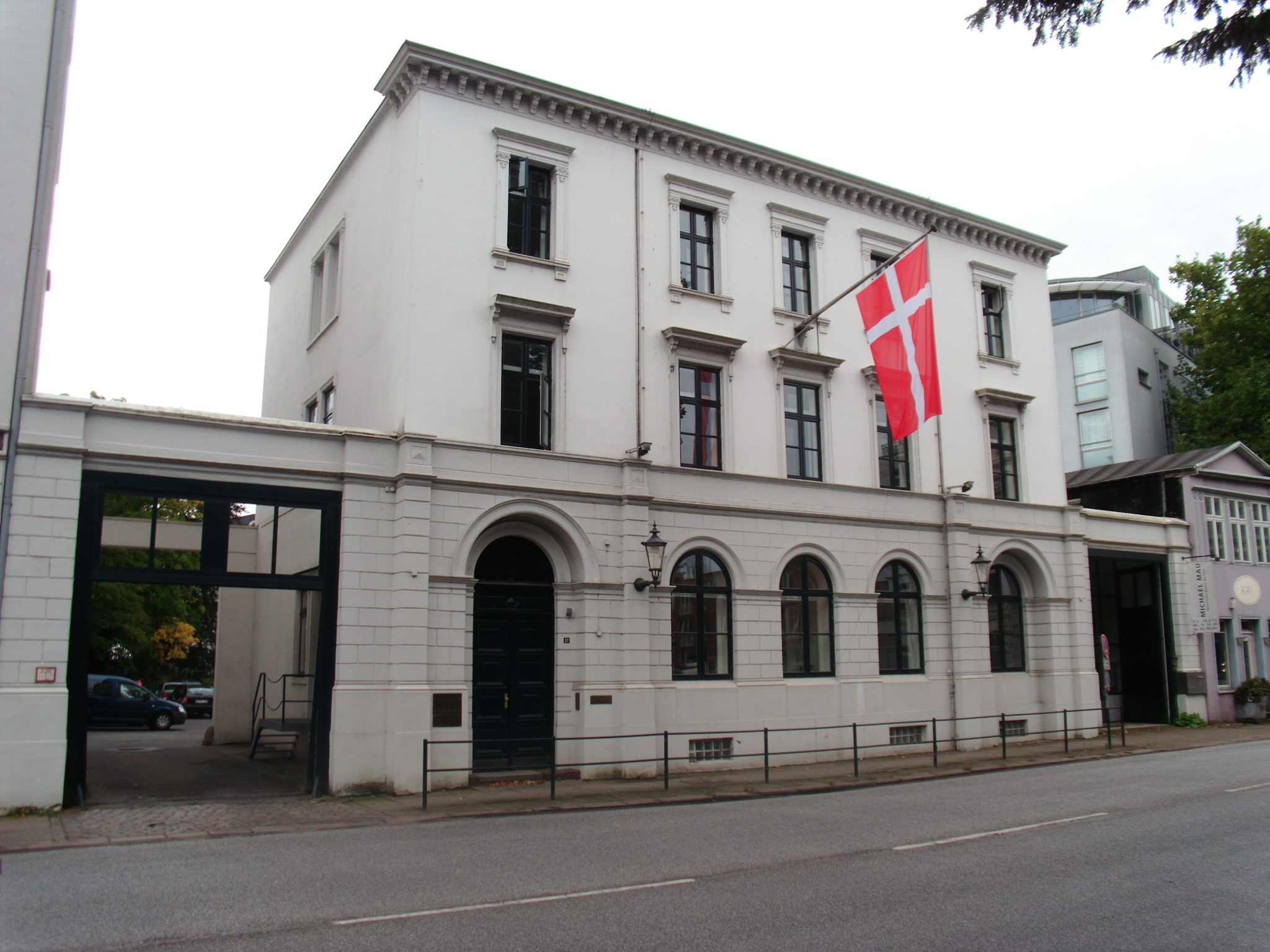
Lãnh sự quán Đan Mạch tại Hamburg

Lãnh sự quán là cơ quan đại diện ngoại giao, văn phòng của lãnh sự và thường trực thuộc cơ quan đại diện chính của nhà nước tại thủ đô của nước ngoài đó (nước sở tại), thường là đại sứ quán hoặc - giữa các nước thuộc Khối thịnh vượng chung - văn phòng ngoại giao cao cấp. Giống như các thuật ngữ đại sứ quán hoặc văn phòng ngoại giao cao cấp, lãnh sự quán có thể không chỉ đề cập đến văn phòng lãnh sự mà còn để chỉ tòa nhà do lãnh sự và nhân viên của lãnh sự chiếm giữ. Lãnh sự quán có thể chia sẻ cơ sở với chính đại sứ quán.

## Cấp lãnh sự
Lãnh sự có cấp bậc cao nhất được gọi là Tổng lãnh sự. Thường có một hoặc nhiều Phó tổng lãnh sự, các lãnh sự, phó lãnh sự và nhân viên lãnh sự làm việc dưới quyền của tổng lãnh sự. Một quốc gia có thể bổ nhiệm nhiều hơn một tổng lãnh sự cho một quốc gia khác.

## Quyền hạn và hoạt động
Lãnh sự thuộc các cấp bậc khác nhau có thể có thẩm quyền pháp lý cụ thể đối với các hoạt động nhất định, chẳng hạn như công chứng các tài liệu. Như vậy, các nhân viên ngoại giao với các trách nhiệm khác có thể nhận được bằng sáng chế thư lãnh sự (hoa hồng). Ngoài những yêu cầu được nêu trong Công ước Viên về Quan hệ ngoại giao, có rất ít yêu cầu chính thức nêu rõ những gì một viên chức lãnh sự phải làm. Ví dụ, đối với một số quốc gia, các viên chức lãnh sự có thể chịu trách nhiệm về vấn đề thị thực; các quốc gia khác có thể hạn chế "dịch vụ lãnh sự" trong việc hỗ trợ đồng hương, hợp pháp hóa tài liệu, v.v. Tuy nhiên, các cơ quan lãnh sự sẽ do các lãnh sự thuộc nhiều cấp bậc khác nhau đứng đầu, ngay cả khi các quan chức đó có ít hoặc không có mối liên hệ với ý thức phục vụ lãnh sự hạn chế hơn.
Các hoạt động của cơ quan lãnh sự bao gồm bảo vệ lợi ích của công dân tạm trú hoặc thường trú tại nước sở tại, cấp hộ chiếu ; cấp thị thực cho người nước ngoài và ngoại giao công chúng. Tuy nhiên, vai trò chính của lãnh sự quán theo truyền thống là xúc tiến thương mại - hỗ trợ các công ty đầu tư và xuất nhập khẩu hàng hóa và dịch vụ cả trong nước và ra nước ngoài của họ. Mặc dù không được thừa nhận công khai, các lãnh sự quán, như đại sứ quán, cũng có thể thu thập thông tin tình báo từ quốc gia được chỉ định.

### Khu lãnh sự
Khu lãnh sự là một khu vực tiểu quốc gia do cơ quan lãnh sự chỉ định để thực hiện chức năng lãnh sự ở nước sở tại.  Một khu lãnh sự được phục vụ bởi một lãnh sự hoặc "tổng lãnh sự" và có trụ sở chính tại một lãnh sự hoặc "tổng lãnh sự". Đây là một tiện ích chung để truyền bá các dịch vụ và cơ quan đại diện ngoại giao đến các vùng của nước sở tại ngoài đại sứ quán của nước ngoài tại thủ đô.

## Vai trò trong các cơ quan đại diện ngoại giao
Trái với suy nghĩ thông thường, nhiều nhân viên của các cơ quan lãnh sự có thể là các nhà ngoại giao chuyên nghiệp, nhưng họ có các hình thức miễn trừ ngoại giao hạn chế trừ khi họ cũng được công nhận như vậy. Các quyền miễn trừ và đặc quyền dành cho lãnh sự và nhân viên được công nhận của cơ quan lãnh sự (quyền miễn trừ lãnh sự) thường được giới hạn trong các hành động được thực hiện trong khả năng chính thức của họ và đối với chính lãnh sự quán, đối với những hành động cần thiết cho các nhiệm vụ chính thức. Trên thực tế, việc gia hạn và áp dụng các quyền ưu đãi và miễn trừ lãnh sự có thể rất khác nhau giữa các quốc gia.
Lãnh sự quán nhiều hơn các cơ quan đại diện ngoại giao khác, chẳng hạn như đại sứ quán. Các đại sứ chỉ được tập trung ở thủ đô của một quốc gia nước ngoài (trong trường hợp đặc biệt, có thể ở bên ngoài quốc gia đó, như trong trường hợp có nhiều nhiệm vụ; ví dụ, một cường quốc nhỏ có thể chỉ định một đại sứ duy nhất với một số quốc gia láng giềng có tầm quan trọng tương đối khiêm tốn mà không được coi là đồng minh quan trọng).
Lãnh sự được đăng ký tại thủ đô của một quốc gia và ở các thành phố khác trên khắp quốc gia đó, đặc biệt là các trung tâm hoạt động kinh tế và các thành phố nơi có nhiều công dân từ nước sở tại của lãnh sự cư trú. Ví dụ: ở Hoa Kỳ, hầu hết các quốc gia có tổng lãnh sự quán ở thành phố New York, (trụ sở của Liên Hợp Quốc ) và một số quốc gia có tổng lãnh sự quán ở một số thành phố lớn, chẳng hạn như Atlanta, Boston, Chicago, Dallas, Houston, Los Angeles, Miami hoặc San Francisco. Nhiều quốc gia có nhiều văn phòng lãnh sự ở các quốc gia như Đức, Nga, Canada, Brazil và Úc.
Lãnh sự là các chức vụ cấp dưới của cơ quan đại diện ngoại giao của nước sở tại (thường là đại sứ quán tại thủ đô của nước sở tại). Cơ quan đại diện ngoại giao được thành lập theo luật quốc tế theo Công ước Viên về quan hệ ngoại giao, trong khi tổng lãnh sự và cơ quan lãnh sự được thành lập theo luật quốc tế theo Công ước Viên về quan hệ lãnh sự. Về mặt hình thức, ít nhất là trong hệ thống của Hoa Kỳ, nghề nghiệp lãnh sự (xếp theo thứ tự giảm dần: tổng lãnh sự, lãnh sự, phó lãnh sự, lãnh sự danh dự) tạo thành một hệ thống cấp bậc khác với các nhà ngoại giao theo nghĩa chặt chẽ. Tuy nhiên, thông thường các cá nhân được chuyển từ hệ thống cấp bậc này sang cấp bậc khác, và các viên chức lãnh sự đến phục vụ tại thủ đô thực hiện nghiêm túc các nhiệm vụ lãnh sự trong bộ phận lãnh sự của cơ quan ngoại giao; ví dụ, trong một đại sứ quán.
Giữa các quốc gia thuộc Khối thịnh vượng chung, cả hoạt động ngoại giao và lãnh sự đều có thể do Cao ủy ở thủ đô đảm nhiệm, mặc dù các quốc gia thuộc Khối thịnh vượng chung lớn hơn nói chung cũng có lãnh sự quán và tổng lãnh sự tại các thành phố lớn. Ví dụ, Toronto ở Canada, Sydney ở Úc và Auckland, New Zealand, có tầm quan trọng kinh tế lớn hơn các thủ đô quốc gia tương ứng của họ, do đó cần có lãnh sự quán ở đó.